# Новоказанка (Кармаскалинский район)
Новоказанка (баш. Яңы Ҡаҙан) — деревня в Кармаскалинском районе Башкортостана, входит в состав Ефремкинского сельсовета.

## Население
| 2002 | 2009 | 2010 |
| ---- | ---- | ---- |
| 25   | ↘6   | ↗19  |

Национальный состав
Согласно переписи 2002 года, преобладающая национальность — башкиры (100 %).

## Географическое положение
Расстояние до:
- районного центра (Кармаскалы): 22 км,
- центра сельсовета (Ефремкино): 4 км,
- ближайшей ж/д станции (Тюкунь): 5 км.

## Известные уроженцы
- Безденежный, Фёдор Ильич (23 февраля 1926 — 26 октября 2001) — оператор по подземному ремонту нефтяных скважин, Герой Социалистического Труда.